# Albrecht Dürer cel Bătrân

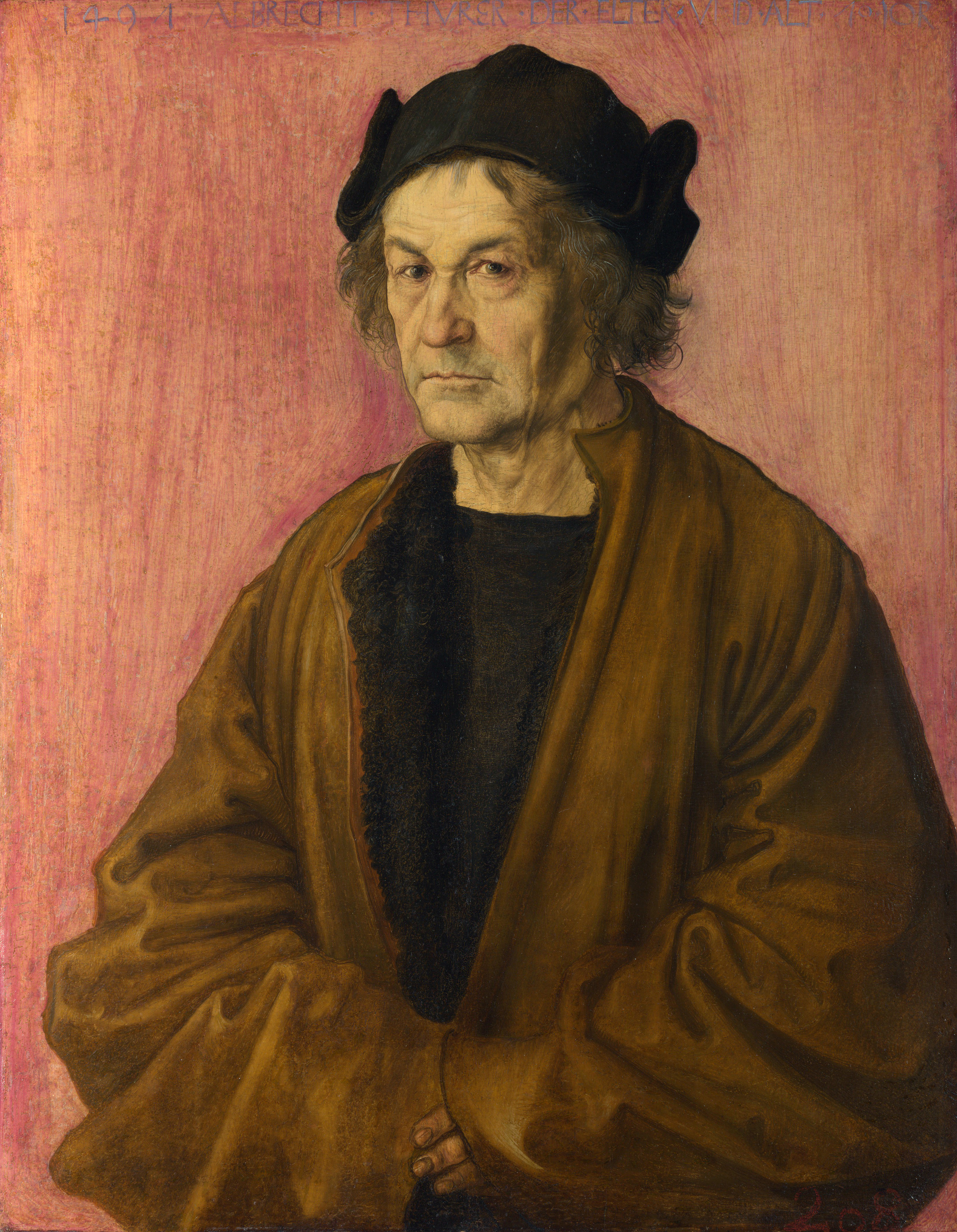
Albrecht Dürer cel Bătrân, portret realizat de Albrecht Dürer în 1497, National Gallery, Londra

Albrecht Dürer cel Bătrân, născut Albrecht Ajtósi, (n. ca. 1427, Ajtós, Regatul Maghiar, azi parte a orașului Gyula, Ungaria - d. 20 septembrie 1502, Nürnberg) a fost un meșter giuvaergiu stabilit la sfârșitul evului mediu în orașul liber imperial Nürnberg. A fost tatăl lui Albrecht Dürer.
Născut la Ajtós, azi localitate aparținătoare de Gyula, a emigrat în anul 1455 în Sfântul Imperiu Romano-German, unde și-a tradus numele în Dürer, ceea ce în dialectul francon înseamnă "ușier".
În anul 1467 a luat-o în căsătorie pe Barbara Holper, fiica unui meșter din Nürnberg. Din această căsnicie au rezultat 18 copii, între care se numără și Albrecht Dürer.

## Familia
Tatăl său, Anton Ajtósi, a fost de asemenea meșter aurar. Acesta a fost căsătorit cu Elisabeta, probabil de origine germană. Albrecht Dürer cel Bătrân a avut doi frați, Ladislau și Johannes. Acesta din urmă, unchiul lui Albrecht Dürer, a studiat teologia și a ajuns preot catolic la Oradea. Fiul lui Ladislau, Nicolaus, vărul lui Albrecht Dürer, s-a stabilit la Köln, unde a activat sub numele Niklas Unger ("Nicolae Ungur").